# ОШ „Милан Муњас” Уб
ОШ „Милан Муњас” једина је основних школа у Убу и једна од најстаријих школа у Колубарском управном округу. Основана је 1820. године. Налази се у улици Вука Караџића 25.

## Историјат
Основна школа „Милан Муњас” је основана 1820. године, а најранији спомен убске школе дао је Јоаким Вујић у запису о Убу, 21. октобра 1826. објављеном у делу Путешествије по Сербији. У њему је истакао да у близини убске цркве „прилично снабдевена јест и школа са петнаест ученика и једним учитељем”. Први учитељ у школи је био Георгије Јовановић. Током 2014. године су бројали 1358 ученика распоређених у шездесет и четири одељења, од којих је четрдесет у млађим и двадесет и четири одељења у старијим разредима. На реализацији планираних задатака током те школске године су били ангажовани 133 запослена, од чега је деведесет и један наставник. У том тренутку, по броју ученика, Основна школа „Милан Муњас” је била највећа у Колубарском управном округу. У оквиру ње постоји четрнаест издвојених одељења у местима општине Уб као што су Совљак, Црвена Јабука, Јошева, Лончаник, Стубленица, Паљуви, Мургаш, Руклада, Врховине, Гвозденовић, Тврдојевац, Звиздар, Новаци и Трлић. У склопу ваннаставних активности организован је рад секција: драмска, рецитаторска, новинарска, хорска и оркестарска. Настава у матичној школи се одвија у две смене. Носи име по Милану Муњасу, Убљану, учеснику Народноослободилачке борбе и народном хероју Југославије.